# لومینیت (شرکت)
لومینیت دیتا، ال‌ال‌سی (انگلیسی: Luminate Data, LLC؛ که قبلاً با نام‌های ام‌آرسی دیتا و پی-ام‌آرسی دیتا شناخته می‌شد) ارائه‌دهنده داده‌های مرتبط با موسیقی و سرگرمی است. این شرکت در سال ۲۰۲۰ به صورت یک همکاری مشترک تأسیس شد و سه نهاد نلسن میوزیک، آلفا دیتا و وِرایِتی بِزنِس اینتِلیجِنس را گرد هم آورد.
در دسامبر ۲۰۱۹، شرکت وَیلِنس میدیا از زیرمجموعه‌های صنایع الدریج، که آن زمان مالک شرکت بیلبورد بود، کسب‌وکار داده‌های موسیقی نلسن را خریداری کرد و این کسب‌وکار را دوباره با بیلبورد متحد ساخت. در سال ۲۰۲۰ پس از ادغام وَیلِنسبا با استودیو فیلم و تلویزیون ام‌آرسی توسط صنایع الدریج، نام این شرکت به ام‌آرسی دیتا تغییر یافت. سپس این شرکت تحت همکاری مشترک PMRC با شرکت Penske Media Corporation با نام P-MRC Data قرار گرفت. در مارس ۲۰۲۲، نام آن بار دیگر به لومینیت دیتا تغییر کرد. در اوت ۲۰۲۲، ادغام ام‌آرسی لغو شد و صنایع الدریج مالکیت کامل سهام خود در پی‌ام‌آرسی را به دست آورد.

## نلسن میوزیک
نلسن میوزیک (Nielsen Music) که در سال ۱۹۹۱ تأسیس شد، داده‌های فروش و مصرف موسیقی را به صورت هفتگی جمع‌آوری و به شرکت‌ها و مدیران مرتبط ارائه می‌کند. این داده‌ها منبع اصلی اطلاعات فروش برای جدول‌های بیلبورد هستند. پیش از این، بیلبورد اطلاعات فروش را با تماس گرفتن از فروشگاه‌ها جمع‌آوری می‌کرد که این روش خطا و تقلب داشت.
نلسن ساونداسکن (Nielsen SoundScan) از مارس ۱۹۹۱ شروع به ردیابی دقیق فروش موسیقی کرد و باعث شد نمودارهای بیلبورد دقیق‌تر و واقعی‌تر شوند. این سیستم با استفاده از داده‌های فروش واقعی از فروشگاه‌ها و فروشگاه‌های آنلاین در آمریکا، کانادا، بریتانیا و ژاپن، اطلاعات را جمع‌آوری می‌کند.
البته همه فروشگاه‌ها در این برنامه شرکت نمی‌کنند، بنابراین فروش کل با استفاده از تکنیکی به نام «وزن‌دهی» تخمین زده می‌شود. این روش در برخی موارد باعث سوءاستفاده شده است، مثلاً برخی شرکت‌های کوچک موسیقی تلاش کرده‌اند با تمرکز روی فروشگاه‌های نمونه‌گیری شده، آمار فروش خود را به‌طور غیرواقعی افزایش دهند.
استفاده از داده‌های دقیق‌تر نلسن ساونداسکن به محبوبیت بیشتر ژانرهای آلترناتیو در اوایل دهه ۱۹۹۰ میلادی کمک کرد، چون فروش واقعی این سبک‌ها بهتر دیده و منعکس شد و این باعث افزایش محبوبیت آنها در بازار شد.